# SAK Argonautis
SAK Argonautis – grecki klub szachowy z siedzibą w Koryncie, mistrz kraju z 2013 roku.

## Historia
Klub został założony w 2010 roku. W 2012 roku zespół zadebiutował w Alpha Ethniki. Rozgrywki ligowe klub ukończył wówczas na drugim miejscu, za PS Peristeri. W sezonie 2013 SAK Argonautis zdobył mistrzostwo Grecji. W kolejnym sezonie klub został wicemistrzem kraju. W 2019 roku zespół nie przystąpił do rozgrywek Alpha Ethniki; powrócił do nich w sezonie 2023.
Zawodnikami klubu byli m.in. Nazar Firman, Krum Georgiew, Wasilios Kotronias, Bartłomiej Macieja, Joanis Nikolaidis, Spiridon Skiembris, Monika Soćko i Petyr Welikow.